# Gestern war es schön

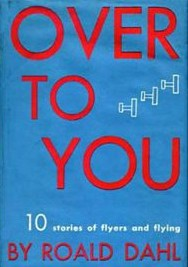
Over to You – vordere Umschlagseite der Erstauflage, New York 1946

Gestern war es schön ist eine Kurzgeschichte des britischen Schriftstellers Roald Dahl (1916–1990). Sie wurde unter dem Originaltitel Yesterday was Beautiful erstmals 1946 in der Sammlung Over to You veröffentlicht. Die deutsche Übersetzung Gestern war es schön von Alfred Scholz wurde 1966 in der Sammlung ...steigen aus...Maschine brennt... herausgegeben.

## Handlung
Ein Pilot der Royal Air Force springt im Zweiten Weltkrieg mit dem Fallschirm aus seinem Flugzeug ab und landet auf einer griechischen Insel. Bei der Landung verstaucht er sich einen Knöchel. Er sucht nach einem Boot, das ihn zum griechischen Festland bringt. Das Dorf, in das er kommt, scheint verlassen. Schließlich trifft er auf einen alten Mann an einem Trinkwassertrog, der verwirrt und ausdruckslos wirkt. Der britische Pilot fragt ihn wiederholt, ob er jemanden mit einem Boot kennen würde. Schließlich verweist der alte Mann auf Joannis Spirakis, der früher in dem Haus direkt am Meer wohnte, das heute von Deutschen zerstört wurde. Nun wohnt er im Haus von Antonina Angelou; Joannis wird vermutlich nicht da sein, aber seine Frau Anna. Das Boot habe Joannis bereits seit seiner Kindheit. Beim Weggehen des Piloten erwähnt der alte Mann noch, dass Joannis’ und Annas Tochter Maria in dem Haus war, als die Deutschen es bombardierten.
Als der Pilot Antoninas Haus findet, erzählt er Anna, dass er wegen eines benötigten Bootes ihren Mann Joannis suche. Die alte Frau fragt nach den Deutschen und der Pilot berichtet ihr, dass sie in der Nähe von Lamia sind. Die alte Frau berichtet, dass sie jeden Tag herüberkommen und ihre Bomben werfen. Der Pilot fragt erneut die alte Frau nach ihrem Mann Joannis wegen des benötigten Bootes.
„‚Joannis ... ist nicht hier. Er ist ausgegangen... Dort ist er... Das ist er.‘ Sie zeigte auf den alten Mann, der neben dem Trinkwassertrog saß.“

## Roald Dahl als Kampfpilot in Griechenland

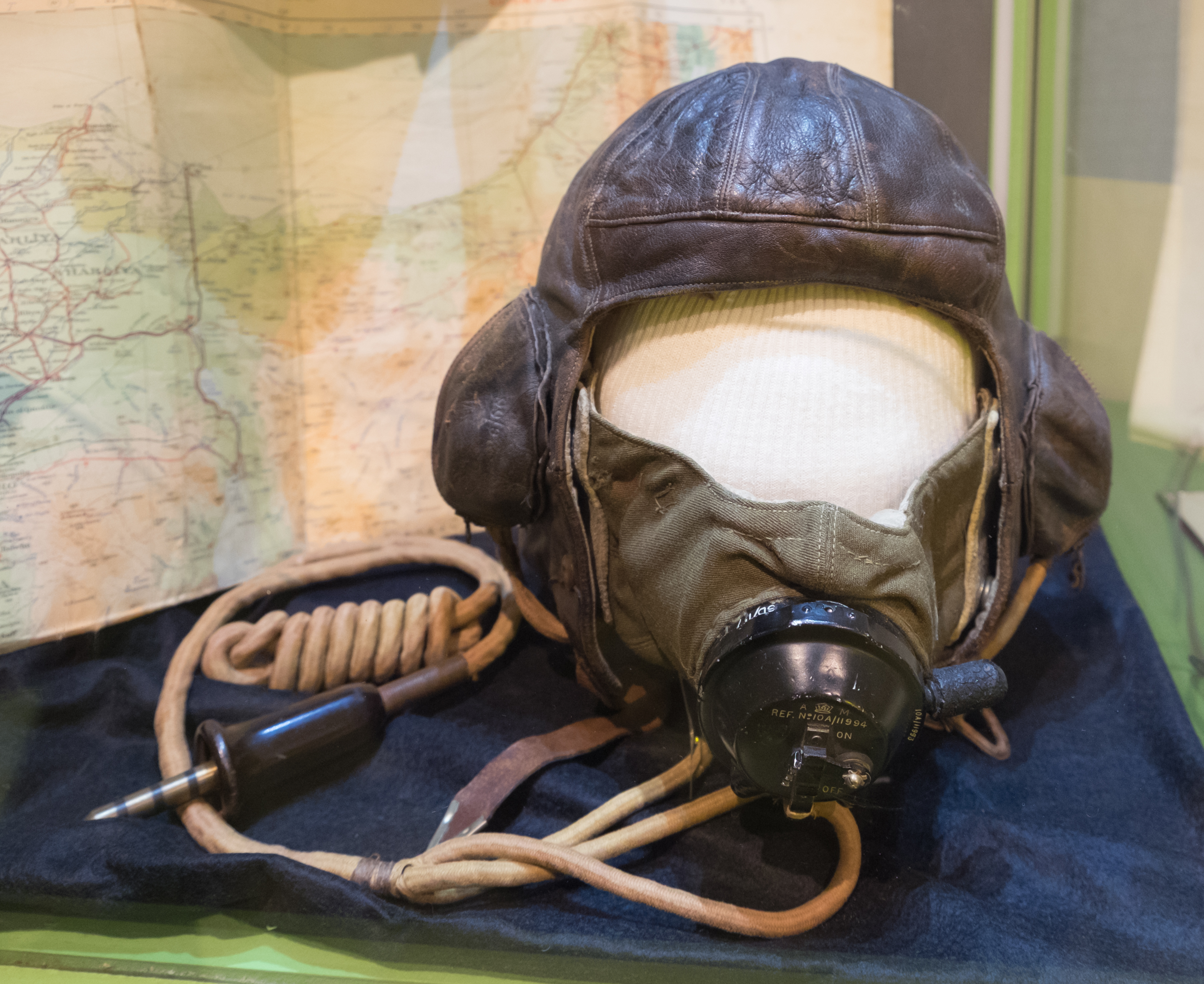
Roald Dahls lederner Flughelm

Roald Dahl war selbst als Kampfpilot der Royal Air Force im April 1941 mit seiner Hawker Hurricane in Griechenland eingesetzt, wo er wie auch die anderen Hurricane-Flieger stets allein im Flugzeug war. Bei einem ersten Luftkampf am 15. April 1941 kämpfte er als Jagdflieger allein über Chalkis, griff gleichzeitig sechs deutsche Bomber des Typs Ju 88 an und schoss davon einen ab. Einen Tag später schoss er über Chalkis einen weiteren deutschen Bomber des Typs Ju 88, welcher ein Munitionstransportschiff zerstören wollte, ab. Am 20. April 1941 war Dahl an der Schlacht von Athen beteiligt, wo er mit seiner Hawker Hurricane und elf weiteren Hurricanes der RAF gegen eine Übermacht von mindestens 200 Flugzeugen der Luftwaffe, vorwiegend die Typen Bf 109 und Bf 110, kämpfte. Die britischen Piloten einschließlich Dahl schossen zwölf deutsche Flugzeuge ab. Von den zwölf Hurricanes wurden fünf abgeschossen und vier RAF-Piloten getötet.